# Người Ả Rập
Người Ả Rập (tiếng Ả Rập: عَرَب ‘arab, phát âm tiếng Ả Rập [ˈʕarab] ⓘ) là một cộng đồng cư dân sống trong thế giới Ả Rập. Họ chủ yếu sống trong các quốc gia Ả Rập tại Tây Á, Bắc Phi, Sừng châu Phi và phía tây Ấn Độ Dương. Họ cũng hình thành một cộng đồng hải ngoại đáng kể trên khắp thế giới.

## Lịch sử
Trước khi Đế quốc Rashidun (632–661) bành trướng, "Ả Rập" đề cập đến người Semit phần lớn có lối sống du cư, đến từ bán đảo Ả Rập, hoang mạc Syria, Bắc và Hạ Lưỡng Hà. Ngày nay, "Ả Rập" đề cập đến một số lượng lớn các dân tộc có lãnh thổ bản địa tạo thành thế giới Ả Rập, do kết quả từ cuộc bành trướng của người Ả Rập và tiếng Ả Rập trong các cuộc chinh phục Hồi giáo từ thế kỷ 7-8 và sau đó là Ả Rập hoá cư dân bản địa. Người Ả Rập lập nên các đế quốc Rashidun (632–661), Umayyad (661–750) và Abbas (750–1258), có biên giới vươn đến miền nam của Pháp và miền tây của Trung Quốc, đến Tiểu Á và Sudan. Chúng nằm trong số các đế quốc rộng lớn nhất trong lịch sử. Đến đầu thế kỷ 20, Chiến tranh thế giới thứ nhất khiến Đế quốc Ottoman sụp đổ; đây là đế quốc cai trị phần lớn thế giới Ả Rập từ năm 1517. Kết quả là các lãnh thổ của đế quốc này bị phân chia, hình thành các nhà nước Ả Rập hiện đại. Sau khi thông qua Nghị định thư Alexandria vào năm 1944, Liên đoàn Ả Rập được hình thành vào ngày 22 tháng 3 năm 1945. Hiến chương Liên đoàn Ả Rập xác nhận nguyên tắc về một quê hương Ả Rập trong khi cũng tôn trọng chủ quyền riêng biệt của các quốc gia thành viên.

## Văn hóa
Hiện nay, người Ả Rập chủ yếu cư trú tại 22 quốc gia thành viên Liên đoàn Ả Rập: Ai Cập, Algérie, Ả Rập Xê Út, Bahrain, Các Tiểu vương quốc Ả Rập Thống nhất, Comoros, Djibouti, Iraq, Jordan, Kuwait, Liban, Libya, Mauritanie, Maroc, Oman, Palestine, Qatar, Somalia, Sudan, Syria, Tunisia và Yemen. Thế giới Ả Rập trải rộng khoảng 13 triệu km², từ Đại Tây Dương ở phía tây đến biển Ả Rập ở phía đông. Ngoài ra, còn có các cộng đồng người Ả Rập hải ngoại trên toàn cầu. Các mối quan hệ liên kết người Ả Rập là dân tộc, ngôn ngữ, văn hoá, lịch sử, bản sắc, chủ nghĩa dân tộc, địa lý và chính trị. Người Ả Rập có đặc điểm riêng về phong phục, ngôn ngữ, kiến trúc, nghệ thuật, văn học, âm nhạc, vũ đạo, truyền thông, ẩm thực, trang phục, xã hội, thể thao và thần thoại. Tổng số lượng người Ả Rập được ước tính là 450 triệu, do vậy họ là dân tộc lớn thứ nhì trên thế giới sau người Hán.

### Tôn giáo
Người Ả Rập là một nhóm đa dạng về liên kết và hành lễ tôn giáo. Trong thời kỳ tiền Hồi giáo, hầu hết người Ả Rập tin theo các tôn giáo đa thần. Một số bộ lạc tiếp nhận Cơ Đốc giáo hoặc Do Thái giáo, và một vài cá nhân có lẽ tuân theo thuyết độc thần. Ngày nay, người Ả Rập chủ yếu tin theo Hồi giáo, song có một thiểu số đáng kể theo Cơ Đốc giáo. Người Hồi giáo Ả Rập chủ yếu thuộc các giáo phái Sunni, Shia, Ibadi, Alawite. Người Cơ Đốc giáo Ả Rập thường theo một trong các giáo hội Kitô giáo Đông phương, như Chính thống giáo Hy Lạp và Công giáo Hy Lạp.

## Từ nguyên

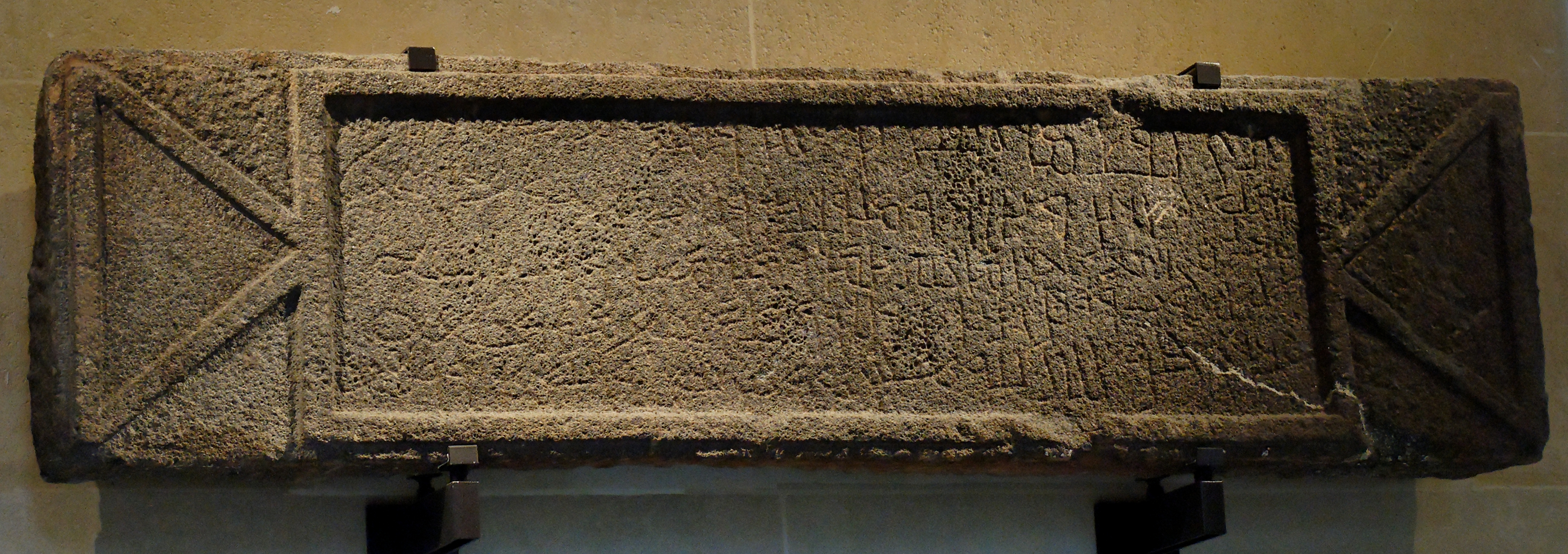
Văn bia bằng tiếng Ả Rập của Imru' al-Qais, con trai của 'Amr, quốc vương của toàn thể người Ả Rập", khắc bằng chữ Nabatae. Phát hiện tại miền nam Syria.

Văn kiện sớm nhất sử dụng từ "Arab" để chỉ một dân tộc là trên tảng đá Kurkh, đó là một ghi chép bằng tiếng Akkad về việc người Assyria chinh phục Aram trong thế kỷ 9 TCN, nói đến người Bedouin trên bán đảo Ả Rập dưới quyền Quốc vương Gindibu, là người chiến đấu trong một liên minh chống lại Assyria. Trong số chiến lợi phẩm được liệt kê từ quân đội của Quốc vương Shalmaneser III của Assyria trong trận Qarqar, có 1000 con lạc đà của "Gi-in-di-bu'u the ar-ba-a-a" hay "[người đàn ông] Gindibu thuộc Arab (ar-ba-a-a là một nisba có chức năng tính từ của danh từ ʿarab). Từ có liên hệ là ʾaʿrāb vẫn được sử dụng để chỉ người Bedouin cho đến nay, còn ʿarab chỉ người Ả Rập nói chung.
Biểu hiện cổ nhất còn tồn tại về một bản sắc dân tộc Ả Rập là một câu khắc dưới dạng tiếng Ả Rập cổ xưa vào năm 328, sử dụng chữ cái Nabatae, gọi Imru' al-Qays ibn 'Amr là "quốc vương của toàn thể người Ả Rập". Herodotus nói đến người Ả Rập tại Sinai, miền nam Palestine, và vùng hương trầm (Nam Ả Rập). Các sử gia Hy Lạp cổ đại khác như Agatharchides, Diodorus Siculus và Strabo viết rằng người Ả Rập sống tại Lưỡng Hà (dọc Euphrates), tại Ai Cập (Sinai và biển Đỏ), miền nam Jordan (người Nabatae), thảo nguyên Syria và miền đông bán đảo Ả Rập (cư dân của Gerrha). Các bản khắc có niên đại từ thế kỷ 6 TCN tại Yemen có thuật ngữ "Arab".
Cách giải thích phổ biến nhất của người Ả Rập là thuật ngữ "Arab" xuất phát từ một ông tổ gọi là Ya'rub, ông được cho là người đầu tiên nói tiếng Ả Rập. Abu Muhammad al-Hasan al-Hamdani có quan điểm khác; ông cho rằng người Ả Rập được người Lưỡng Hà gọi là "Gharab" ("tây") do người Bedouin ban đầu sống tại phía tây của Lưỡng Hà; thuật ngữ này sau đó sửa đổi thành "Arab". al-Masudi thì cho rằng từ "người Arab" ban đầu áp dụng cho người Ishmael của thung lũng "Arabah". Trong từ nguyên học Kinh Thánh, "Arab" (trong tiếng Hebrew là Arvi) đến từ nguồn gốc hoang mạc của người Bedouin.

### Sách
Bản mẫu:Contains Arabic text
- Cragg, Kenneth (1991). The Arab Christian: A History in the Middle East. Westminster John Knox Press. ISBN 0664221823, 9780664221829. {{Chú thích sách}}: Kiểm tra giá trị |isbn=: ký tự không hợp lệ (trợ giúp)
- Deng, Francis Mading (1995). War of Visions: Conflict of Identities in the Sudan. Brookings Institution Press.
- Touma, Habib Hassan. The Music of the Arabs. Portland, Oregon: Amadeus P, 1996. ISBN 0-931340-88-8.
- Lipinski, Edward. Semitic Languages: Outlines of a Comparative Grammar, 2nd ed., Orientalia Lovanensia Analecta: Leuven 2001
- Kees Versteegh, The Arabic Language, Edinburgh University Press (1997)
- The Catholic Encyclopedia, Robert Appleton Company, 1907, Online Edition, K. Night 2003: article Arabia
- History of Arabic language Lưu trữ ngày 6 tháng 9 năm 2015 tại Wayback Machine(1894), Jelsoft Enterprises Ltd.
- The Arabic language, National Institute for Technology and Liberal Education web page (2006)
- Ankerl, Guy (2000) [2000]. Global communication without universal civilization. INU societal research. Quyển : Coexisting contemporary civilizations: Arabo-Muslim, Bharati, Chinese, and Western. Geneva: INU Press. ISBN 2-88155-004-5.
- Hooker, Richard. "Pre-Islamic Arabic Culture." WSU Web Site. ngày 6 tháng 6 năm 1999. Washington State University.
- Owen, Roger. "State Power and Politics in the Making of the Modern Middle East 3rd Ed" Page 57 ISBN 0-415-29714-1